# The North Shore (New Brunswick) Regiment
The North Shore (New Brunswick) Regiment, littéralement « Le Régiment de la Côte nord (Nouveau-Brunswick) », est un régiment d'infanterie de la Première réserve de l'Armée canadienne composé de trois compagnies. Il fait partie du 37e Groupe-brigade du Canada au sein de la 5e Division du Canada. Son quartier général et une compagnie sont stationnés à Bathurst et les deux autres compagnies sont à Miramichi au Nouveau-Brunswick.
L'unité a été créée en 1870 sous le nom de « "The 73rd Northumberland New Brunswick" Battalion of Infantry », littéralement « "Le 73e Northumberland Nouveau-Brunswick" Bataillon d'infanterie ». Elle devint un régiment en 1900 en adoptant le nom de « 73rd Northumberland Regiment », littéralement « 73e Régiment Northumberland ».Elle adopta son nom actuel en 1922. En 1954, elle fusionna avec une batterie d'artillerie pour former un régiment de deux bataillons. À partir de 1956, il portait le nom de « The Royal New Brunswick Regiment (North Shore) », littéralement « Le Régiment royal du Nouveau-Brunswick (Côte Nord) ». En 2012, il redevint un régiment d'un seul bataillon et adopta à nouveau son nom actuel.
Lors de la Seconde Guerre mondiale, le régiment mobilisa, en 1940, un bataillon pour le service actif qui servit dans le Nord-Ouest de l'Europe au sein de la 8e Brigade d'infanterie canadienne avec laquelle il participa notamment au débarquement de Normandie en 1944.
En plus de sa propre histoire, The North Shore (New Brunswick) Regiment perpétue l'héritage de six bataillons de la guerre anglo-américaine de 1812, les 1er, 2e et 3e Bataillon, Northumberland County Regiment, le 1er Bataillon, Saint John County Regiment ainsi que les 1er et 2e Bataillon, York County Regiment en plus de deux bataillons d'infanterie et une batterie d'artillerie du Corps expéditionnaire canadien (CEC) de la Première Guerre mondiale, les 132e et 165e Bataillon, CEC ainsi que la 28e Field Battery, CFA, CEC.

## Rôle et organisation
The North Shore (New Brunswick) Regiment est un régiment d'infanterie légère d'un seul bataillon comprenant trois compagnies, une stationnée à Bathurst et deux à Miramichi au Nouveau-Brunswick. Son quartier général est situé à Bathurst et il fait partie du 37e Groupe-brigade du Canada, un groupe-brigade de la Première réserve de l'Armée canadienne qui fait lui-même partie de la 5e Division du Canada.
Tout comme c'est le cas pour les autres unités de la Première réserve de l'Armée canadienne, le rôle du North Shore (New Brunswick) Regiment est de former des soldats travaillant à temps partiel afin de servir de renfort lors des opérations des Forces armées canadiennes ainsi que d'être prêts pour le service actif pour appuyer les autorités civiles lors de catastrophes naturelles dans la région locale.

## Histoire

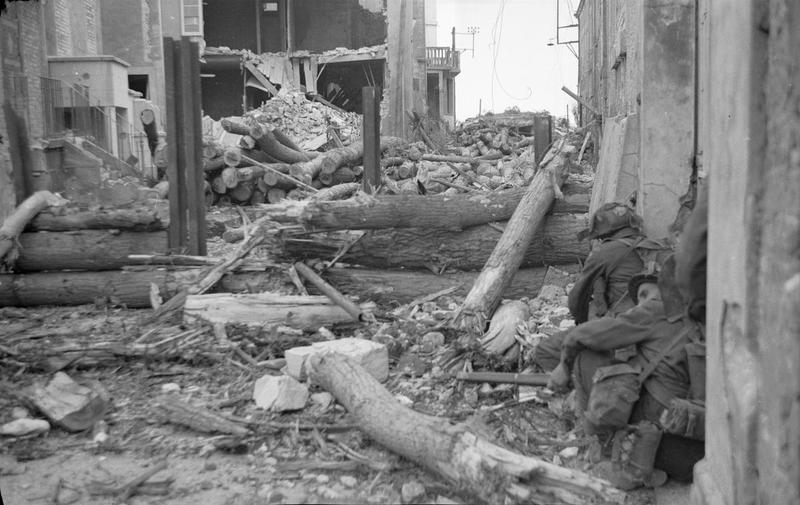
Troupes du North Shore (New Brunswick) Regiment lors du débarquement de Normandie le 6 juin 1944

L'unité a officiellement été créée le 25 février 1870 à Chatham au Nouveau-Brunswick en tant que "The 73rd Northumberland New Brunswick" Battalion of Infantry. Le 8 mai 1900, le bataillon devint un régiment et fut renommé en « 73rd Northumberland Regiment ».
Dans la foulée de la Première Guerre mondiale, le 6 août 1914, le régiment mobilisa des détachements pour le service pour prodiguer de la protection locale.
Le 15 mars 1920, il changea de nom pour devenir « The Northumberland (New Brunswick) Regiment » et à nouveau le 1er avril 1922 pour « The North Shore (New Brunswick) Regiment ».
Lors de la Seconde Guerre mondiale, le 1er septembre 1939, le régiment mobilisa des détachements qui servaient à la protection locale. Ceux-ci furent dissous le 31 décembre 1940.
Le 24 mai 1940, le régiment mobilisa un bataillon pour le service actif qui devint le 1er Bataillon tandis que le bataillon de réserve au Canada devint le 2e Bataillon. Le 18 juillet 1941, le 1er Bataillon s'embarqua pour la Grande-Bretagne. Il participa au débarquement de Normandie le 6 juin 1944 au sein de la 8e Brigade d'infanterie canadienne de la 3e Division d'infanterie canadienne. Il servit dans le Nord-Ouest de l'Europe jusqu'à la fin du conflit.
Le 1er juin 1945, le régiment mobilisa le 3e Bataillon pour le service en Allemagne au sein des troupes d'occupation. Le 1er Bataillon fut dissous le 15 janvier 1946 et le 3e Bataillon le 13 avril de la même année. Le régiment redevint alors un unique bataillon.
Le 30 septembre 1954, The North Shore (New Brunswick) Regiment fusionna avec la 28th Field Battery, RCA, c'est-à-dire la 28e Batterie de campagne de l'Artillerie royale canadienne, devint un régiment de deux bataillons. Le 18 mai 1956, le régiment a été renommé en « The Royal New Brunswick Regiment (North Shore) ». Le 7 juin 2012, il redevint un régiment d'un seul bataillon et ré-adopta son nom actuel, c'est-à-dire The North Shore (New Brunswick) Regiment.

## Honneurs de bataille
Les honneurs de bataille sont le droit donné par la Couronne au régiment d'apposer sur ses couleurs les noms des batailles ou des conflits dans lesquels il s'est illustré. Au cours de son histoire, The Royal Regiment of Canada et les unités qu'il perpétue ont reçu un total de 27 honneurs de bataille. Les deux honneurs de bataille de la guerre anglo-américaine de 1812 ont été décernées en commémoration du New Brunswick Fencible Infantry.
| Guerre de 1812                                    | Guerre de 1812                    |
| ------------------------------------------------- | --------------------------------- |
| Défense su Canada - 1812-1815 - Defence of Canada | Niagara                           |
| Première Guerre mondiale                          |                                   |
| Arras 1917, '18                                   | Côte 70                           |
| Ypres 1917                                        | Amiens                            |
| Ligne Hindenburg                                  | Poursuite vers Mons               |
| Seconde Guerre mondiale                           |                                   |
| Débarquement en Normandie                         | Caen                              |
| Carpiquet                                         | Crête de Bourguébus               |
| Faubourg de Vaucelles                             | Bois de Quesnay                   |
| La Laison                                         | Boulogne 1944                     |
| Calais 1944                                       | L'Escaut                          |
| Poche de Breskens                                 | La Rhénanie                       |
| Plaine du Waal                                    | La Hochwald                       |
| Le Rhin                                           | Emmerich-Hoch Elten               |
| Zutphen                                           | Nord-Ouest de l'Europe, 1944-1945 |

## Hommages
- Une voie de Saint-Aubin-sur-Mer porte le nom de « rue du North Shore Régiment ». Elle communique avec la rue du Fort Garry Horse Régiment.
- Un monument à Saint-Aubin-sur-Mer rappelle le sacrifice des soldats de ce régiment.